# Marcey-les-Grèves
Marcey-les-Grèves è un comune francese di 1 299 abitanti situato nel dipartimento della Manica nella regione della Normandia.
Fa parte del cantone di Avranches, nell'omonima circoscrizione (arrondissement).

## Società

### Evoluzione demografica
Abitanti censiti